# Скворцов Іван Михайлович
Іван Михайлович Скворцов (1795 — 5 (17) серпня 1863) — священнослужитель Російської православної церкви, кафедральний протоієрей Києво-Софійського собору, заслужений ординарний професор університету Святого Володимира та Київської духовної академії, доктор богослов'я.